# Pornește cantonul
Pornește cantonul (Indul a bakterház) este un film maghiar de comedie din 1980. A fost regizat de Sándor Mihályfy.